# Xutiapa
Xutiapa, pueblo (selo), dijelekt i možda posebno pleme Xincan Indijanaca iz jugoistočne Gvatemale, blizu granice sa Salvadorom. Selo se danas zove Jutiapa i nalazi se na 906 metara nad morem (=2972 stope).